# فرد هارتمان
فرد هارتمان (بالإنجليزية: Fred Hartman)‏ هو لاعب كرة قاعدة أمريكي، ولد في 25 أبريل 1868 في Allegheny, Pennsylvania ‏ في الولايات المتحدة، وتوفي في 11 نوفمبر 1938 في ماكيسبورت في الولايات المتحدة.

## وصلات خارجية
- فرد هارتمان على موقعبيزبول رفرنس.كوم (الدوري الرئيسي) (الإنجليزية)
- فرد هارتمان على موقعبيزبول رفرنس.كوم (الدوري الثانوي) (الإنجليزية)